# 산토끼속
산토끼속(Lepus)은 토끼목 토끼과에 속하는 포유류 속의 하나이다. 32종으로 이루어져 있다.

## 하위 종
- 영양잭토끼아속 (Macrotolagus)
  - 영양잭토끼 (Lepus alleni)
- 눈덧신토끼이속 (Poecilolagus)
  - 눈덧신토끼 또는 아메리카산토끼 (Lepus americanus)
- 산토끼아속 (Lepus)
  - 북극토끼 (Lepus arcticus)
  - 알래스카토끼 (Lepus othus)
  - 고산토끼 (Lepus timidus)
- 옛멧토끼아속 (Proeulagus)
  - 캘리포니아멧토끼 (Lepus californicus)
  - 흰줄무늬잭토끼 (Lepus callotis)
  - 케이프토끼 (Lepus capensis)
  - 테우안테펙잭토끼 (Lepus flavigularis)
  - 검은잭토끼 또는 아메리카검은멧토끼 (Lepus insularis)
  - 덤불멧토끼 (Lepus saxatilis)
  - 사막멧토끼 (Lepus tibetanus)
  - 톨라이멧토끼 (Lepus tolai)
- 멧토끼아속 (Eulagos)
  - 빗자루토끼 (Lepus castroviejoi)
  - 윈난멧토끼 (Lepus comus)
  - 멧토끼 또는 한국멧토끼 (Lepus coreanus)
  - 코르시카멧토끼 (Lepus corsicanus)
  - 숲멧토끼 또는 유럽멧토끼 (Lepus europaeus)
  - 그라나다멧토끼 (Lepus granatensis)
  - 만주멧토끼 (Lepus mandshuricus)
  - 양털멧토끼 (Lepus oiostolus)
  - 에티오피아고원멧토끼 (Lepus starcki)
  - 흰꼬리잭토끼 (Lepus townsendii)
- 사바나멧토끼아속 (Sabanalagus)
  - 에티오피아멧토끼 (Lepus fagani)
  - 아프리카사바나멧토끼 (Lepus microtis)
- 인도멧토끼아속 (Indolagus)
  - 하이난멧토끼 (Lepus hainanus)
  - 인도멧토끼 (Lepus nigricollis)
  - 버마멧토끼 (Lepus peguensis)
- 중국멧토끼아속 (Sinolagus)
  - 중국멧토끼 (Lepus sinensis)
- 타림멧토끼아속 (Tarimolagus)
  - 야르칸드멧토끼 (Lepus yarkandensis)
- 아속 미상 incertae sedis
  - 일본멧토끼 (Lepus brachyurus)
  - 아비시니아멧토끼 (Lepus habessinicus)

## 같이 보기
- 토끼목